# Wołomin
Wołomin este un oraș în Polonia.